# Рязанская группа говоров

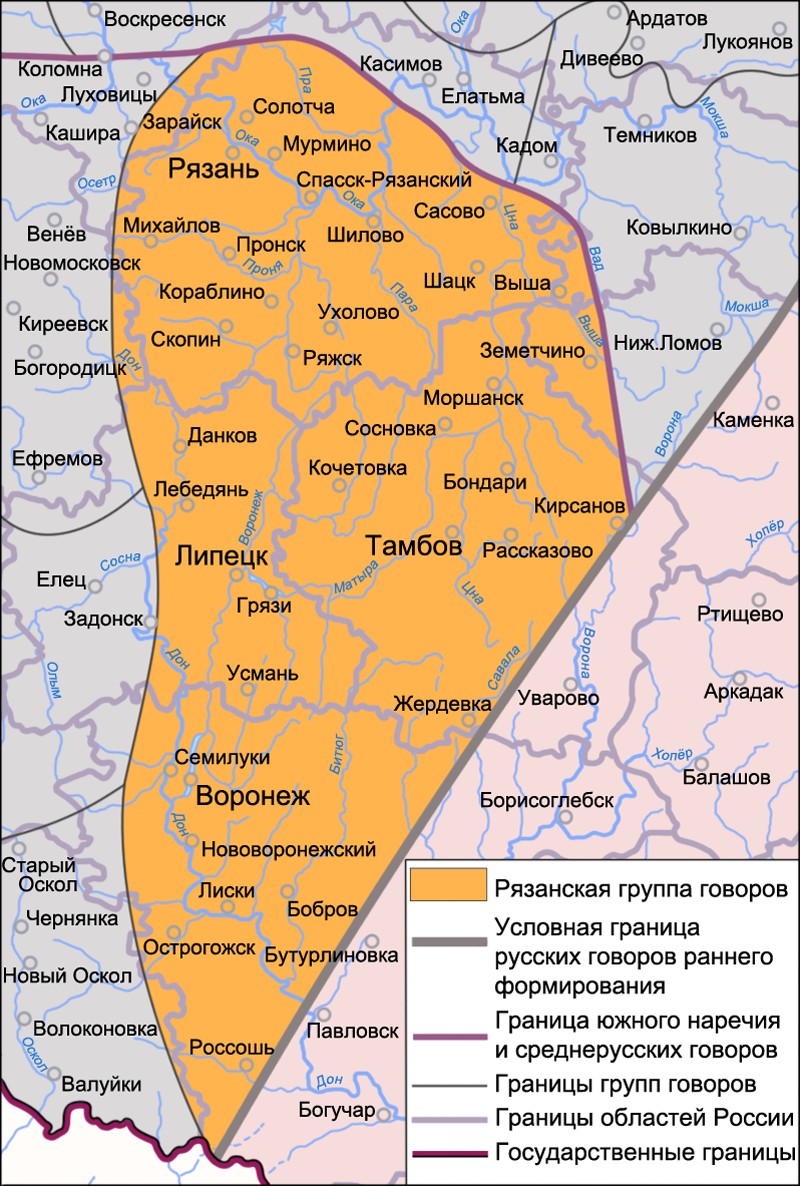
Ареал Рязанской группы говоров

Ряза́нская гру́ппа го́воров (также Восточная группа говоров, Восточная (Рязанская) группа говоров) — группа южнорусских говоров первичного формирования, ареал которой размещён на территории Рязанской, Тамбовской и Воронежской областей, а также в восточной части Липецкой области. Среди групп говоров южнорусского наречия занимает наибольшую по площади территорию.
Формирование рязанских говоров происходило в области, населённой в прошлом носителями древнего южнорусского акающего диалекта (диалекта верхней и средней Оки и междуречья Оки и Сейма). Обособление рязанского ареала в пределах этого диалектного объединения связано с образованием в эпоху феодальной раздробленности Руси самостоятельного Рязанского княжества. Начиная с XVI века область распространения рязанских говоров расширилась на юг в результате освоения русскими южных лесостепных и степных районов.
Размещаясь в восточных частях ареалов южнорусского наречия и южной диалектной зоны, а также внутри ареала юго-восточной диалектной зоны, рязанские говоры разделяют все южнорусские диалектные особенности и все типичные юго-восточные черты. Распространение юго-восточных языковых явлений в говорах Рязанской группы сближает рязанский ареал с ареалами Курско-Орловской и Донской групп, а также с ареалами межзональных говоров Б южного наречия и восточных среднерусских акающих говоров отдела Б и отдела В. Одновременно с этим рязанский ареал по отсутствию в нём языковых признаков западной и юго-западной диалектных зон противопоставляется ареалу западных южнорусских говоров.
Основной фонетической чертой, отличающей говоры Рязанской группы от других говоров южнорусского наречия, является ассимилятивно-диссимилятивное яканье (главным образом новосёлковского и кидусовского типов). К другим фонетическим особенностям рязанских говоров относят: случаи отсутствия перехода е в о перед твёрдыми согласными (св[е́]кор, с[е́]стры, кот[е́]нок); наличие случаев различения фонем /о/ и /ô/, /е/ и /ê/ под ударением; наличие ассимилятивного прогрессивного смягчения согласного [к] после парных мягких согласных, /ч/ и /j/ (ба́[н’к’]а, до́[ч’к’]а, ча[йк’]у́) и т. д.

К основным чертам в области морфологии относят: распространение форм предложного падежа единственного числа с окончанием -е́ (в гр’азе́, в степе́, в пыле́); наличие форм косвенных падежей притяжательных местоимений женского рода единственного числа мой[о́]й, твой[о́]й, свой[о́]й; парадигмы глагола мочь с отсутствием чередования задненёбных и шипящих согласных в основе: мо́[ж]у, мо́[ж]еш, мо́[ж]ут и мо[г]у́, мо[г’]о́ш, мо[г]у́т и т. д.

Для лексики рязанских говоров характерно распространение таких слов, как: ча́пля «приспособление для доставания сковороды из печи», городьба́ «изгородь определённого вида», коту́х «постройка для мелкого скота», ко́чет «петух», и́кры «льдины», гута́рить «разговаривать», добре́ «очень» и т. д.
Впервые Рязанская группа говоров была выделена Н. Н. Дурново, Н. Н. Соколовым и Д. Н. Ушаковым на диалектологической карте 1914 года под названием «Восточная группа» (в составе южновеликорусского наречия). Авторы нового диалектного членения русского языка К. Ф. Захарова и В. Г. Орлова уточнили название группы говоров — «Восточная (Рязанская)» — и сузили её границы до рамок территории русских говоров раннего формирования. Характеристика Рязанской группы говоров, выделенной на новой диалектологической карте, впервые приводится в издании «Русская диалектология» 1964 года.

## О названии
| Классификация: - Русский язык - Южнорусское наречие - Восточные южнорусские говоры Рязанская группа на карте говоров южнорусского наречия (При нажатии на изображение территории какой-либо группы говоров будет осуществлён переход на соответствующую статью) |

Название группы говоров состоит из двух равнозначных синонимов. Авторы диалектного членения русского языка 1964 (или 1965) года К. Ф. Захарова и В. Г. Орлова выбрали название для группы — «Восточная (Рязанская)», но вместе с тем в работах по русской диалектологии широко употребляется и сокращённое её название — «Рязанская группа». Название группы говоров — «Восточная» — связано с преемственностью диалектологических карт 1914 и 1964 годов. К. Ф. Захарова и В. Г. Орлова при работе над новой классификацией русских диалектов исходили из принципа не создавать новых названий групп говоров в тех случаях, когда выделившиеся группы оказывались примерно на сходных территориях на обеих картах (1914 и 1964 годов). Сходство по очертаниям территории Восточной группы южновеликорусского наречия на диалектологической карте 1914 года с территорией группы, выделенной на карте 1964 года, позволило сохранить прежнее название с уточнением в скобках — «Рязанская». На карте 1914 года Восточная группа охватывает бо́льшую территорию, в отличие от карты 1965 года — это связано с тем, что на карте 1965 года не картографировались и не учитывались говоры позднего формирования, совпадение очертаний территорий групп говоров отмечается только в ареале русских говоров раннего формирования.
На карте 1914 года, уточнённой Н. Н. Дурново в 1927 году, Восточная группа обозначена как «Говоры с сильным яканьем (группа В)». Название «Восточная, или Рязанская, группа говоров» появляется на карте, опубликованной в издании «Народы Европейской части СССР» 1964 года, где на взятой за основу карте 1914 года отделена территория русского языка по границе РСФСР с Белорусской и Украинской ССР. На новой диалектологической карте 1965 года группа получила современный вариант названия — «Восточная (Рязанская) группа говоров».

## Вопросы классификации
На первой диалектологической карте русского языка, составленной в 1914 и изданной в 1915 году, территория современных рязанских говоров находилась в северной части Восточной группы южновеликорусского наречия, занимая все те районы этой группы, которые в современном диалектном членении русского языка определяются как территория русских говоров раннего, или первичного, формирования. Остальная часть Восточной группы карты 1914 года, не относящаяся к современным рязанским говорам, — это территории к югу в бассейнах Хопра, Медведицы и среднего течения Дона, а также территории за Волгой, определяемые теперь как разнородные говоры позднего формирования.

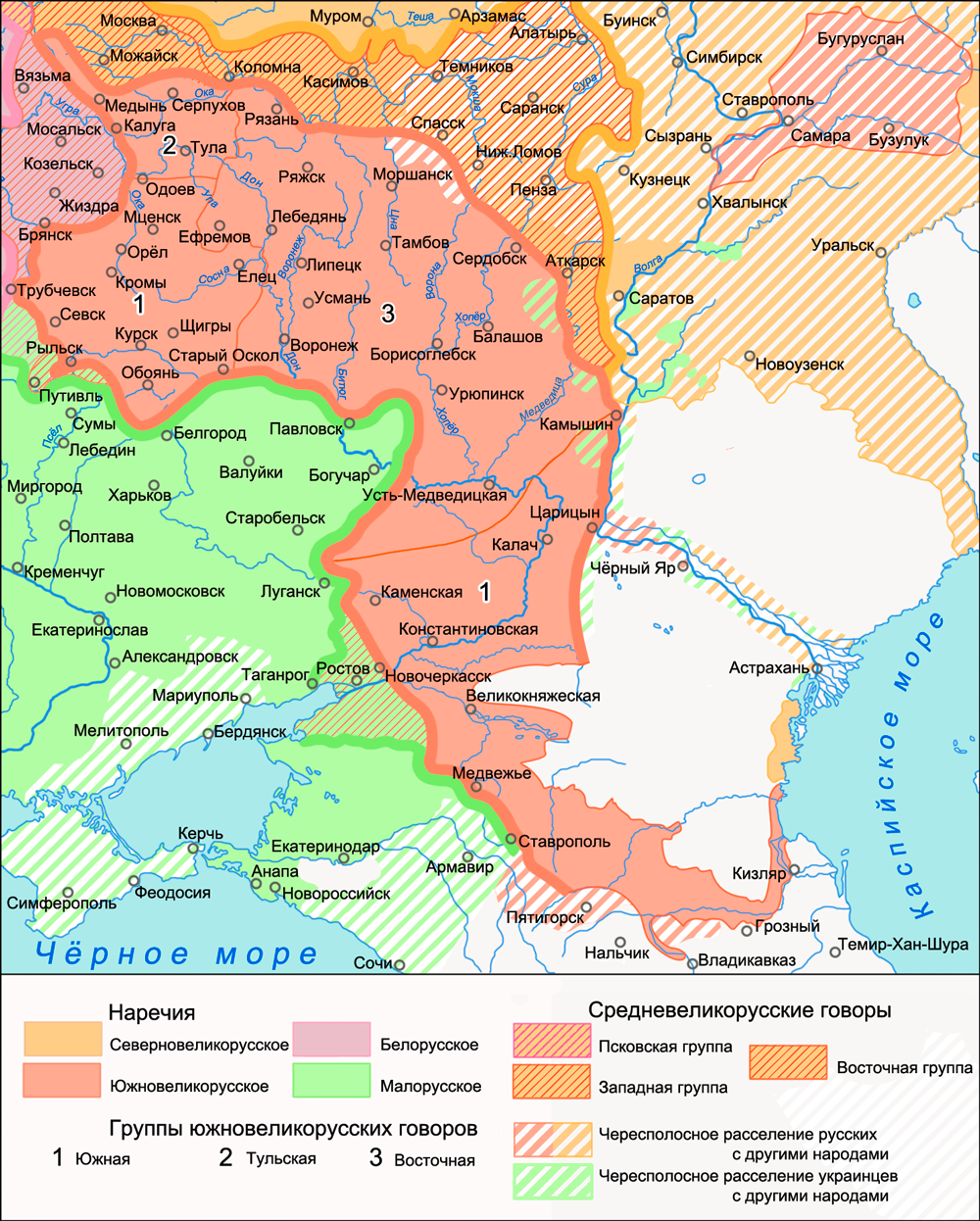
Южновеликорусское наречие (фрагмент диалектологической карты русского языка 1914 года)

Восточная (Рязанская) группа является одной из двух групп южнорусского наречия (наряду с Западной группой), которые находятся полностью вне сферы взаимоналожения ареалов юго-восточной и юго-западной диалектных зон. На всей территории Рязанской группы отсутствуют языковые черты юго-западной, а также и западной диалектных зон, что обособляет рязанские говоры от всех остальных групп говоров южного наречия, в особенности от западных южнорусских говоров, которым неизвестны черты юго-восточной диалектной зоны. Вместе с тем с остальной территорией южного наречия (за исключением Тульской группы) рязанские говоры объединяются языковыми чертами южной диалектной зоны. Восточная (Рязанская) группа полностью охватывается ареалом юго-восточной диалектной зоны, тем самым рязанские говоры объединяются с соседними, распространёнными к западу от них говорами южного наречия: межзональными говорами Б (тульскими, елецкими и оскольскими) и курско-орловскими говорами, а также с соседними, распространёнными к северу и северо-востоку от рязанских среднерусскими говорами: восточными среднерусскими акающими говорами отдела Б и отдела В. По ряду языковых явлений периферийного типа рязанские говоры противопоставлены говорам центральной диалектной зоны, в которых распространены черты, сходные с чертами русского литературного языка.
Некоторые местные рязанские диалектные черты, характерные только для данной группы, встречаются с разной степенью регулярности на части территорий диалектных объединений, соседних с Рязанской группой: в межзональных говорах Б южного наречия, представляющих собой переходные говоры к центральному южнорусскому диалектному ареалу (к говорам Курско-Орловской группы), и в восточных среднерусских акающих говорах отдела Б и отдела В, с которыми рязанские говоры, вероятно, связаны генетически. Помимо этого, рязанские диалектные черты встречаются в различных русских говорах позднего формирования в южных и юго-восточных районах Европейской части России, в частности, Л. И. Баранникова отмечает сохранение основных восточных южнорусских диалектных черт в переселенческих говорах Новоузенского района Саратовской области и ряда районов Оренбургской области.
Среди говоров Восточной (Рязанской) группы наиболее обособлены говоры рязанской Мещёры, распространённые в северо-восточной части рязанского ареала. Данные говоры разделяют все основные рязанские диалектные черты и вместе с тем включают ряд своеобразных языковых явлений, встречающихся также в соседних с ними среднерусских говорах отдела Б (твёрдое цоканье, чередование [в] с [w] или [х] в конце слова и слога: [в]ода́, но пра́[w]да «правда», ла́[х]ка «лавка», коро́[х] «коров» и т. д.).

## Область распространения
Говоры Восточной (Рязанской) группы размещены в юго-восточной части ареала русских диалектов раннего формирования и распространены среди жителей сельской местности на территории Рязанской (исключая её крайне северо-восточные районы), Тамбовской и Воронежской областей (юго-восточные районы Тамбовской и восточные районы Воронежской областей согласно диалектологической карте русского языка 1964 года относятся к территории разнородных говоров позднего формирования, в то же время граница, разделяющая говоры ранней и поздней формации, является в достаточной степени условной), а также на территории восточной части Липецкой области.
С севера говоры Восточной (Рязанской) группы граничат с восточными среднерусскими акающими говорами отдела Б, с северо-востока — с говорами отдела В. К востоку и к югу от рязанских говоров размещены говоры позднего формирования (по Л. Л. Касаткину, к югу от рязанских говоров распространены казачьи говоры Донской группы). На крайнем юге граница Рязанской группы на незначительном участке совпадает с государственной границей России и Украины. На западе к рязанским примыкают межзональные говоры Б южного наречия (на северо-западе — говоры Тульской группы, в средне-западных районах — елецкие говоры, на юго-западе — оскольские говоры).

## История говоров
Диалектные особенности современных говоров Восточной (Рязанской) группы представляют собой результат развития диалектных явлений, формировавшихся на территории Рязанского княжества в эпоху феодальной раздробленности, когда экономические и политические связи между русскими землями были сравнительно слабыми. Основной причиной формирования языковых изменений, выделивших рязанские среди остальных русских говоров, была относительная обособленность части русского населения в границах Рязанского княжества, одного из самых устойчивых и существовавших длительное время в русской истории. Рязанские говоры оказали влияние на говоры ростово-суздальского диалекта, в частности, на формирование их системы вокализма. Рязанские по происхождению диалектные черты, образовавшие ареал юго-восточной диалектной зоны, имели важное значение для формирования соседних восточных среднерусских и более западных южнорусских говоров. Часть рязанских языковых явлений составила круг особенностей, характерных для всего южного наречия.

### Ранняя история

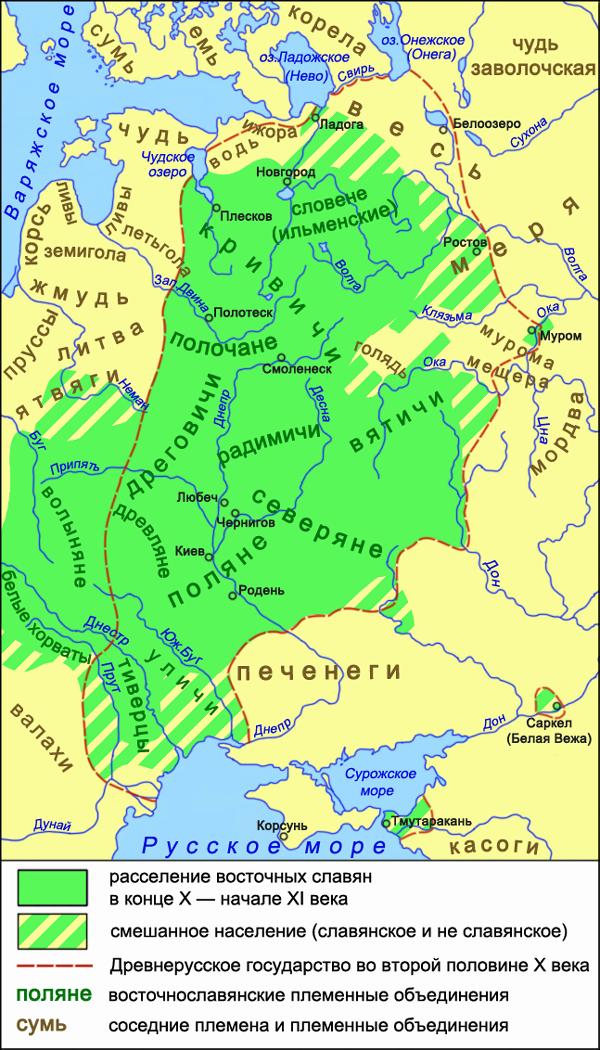
Вятичи на карте расселения восточных славян
в конце X — начале XI века

Постоянное восточнославянское население в северной части ареала современных рязанских говоров складывалось в результате славянских миграций второй половины I тысячелетия н. э. Земли по течению средней и нижней Оки были колонизированы переселявшимся сюда с верховьев Десны племенем вятичей. Первый поток переселенцев-вятичей появился в этом регионе в XI веке (а, может быть, и несколько ранее), второй, более массовый, поток — в XII веке. Дославянское население частично было ассимилировано, частично оттеснено на восток. К VIII—IX векам (в начальный период развития древнерусского языка) формируется два восточнославянских диалектных объединения — северное и южное, для северного были характерны наличие общеславянской взрывной /г/, наличие корреляции задненёбных и средненёбных /x/ — /x’/, /k/ — /k’/, /g/ — /g’/ и распространение в части диалектов северного региона цоканья; в южном были распространены фрикативная согласная /ɣ/, отсутствовала корреляция задненёбных и средненёбных и различались аффрикаты /ц’/ и /ч’/. Среди прочих племенных диалектов Южной Руси в южно-восточнославянский диалектный ареал входил диалект вятичей, разделявший все языковые особенности южной локализации.
После того, как земли, населённые вятичами, вошли в состав Древнерусского государства, среди местного славянского населения распространяется этноним «русские», племенная самоидентификация сменяется закреплением разных групп вятичей за тем или иным уделом Киевской Руси, позднее — за тем или иным самостоятельным русским княжеством. Формирование новых территориальных границ (при отсутствии у восточных славян, исключая их северо-западный ареал, каких-либо ощутимых диалектных различий) во многом явилось причиной того, что диалект вятичей не стал основой для русских диалектов более поздней формации — как современных, так и средневековых. Ареалы языковых черт диалекта вятичей в значительной степени были перекрыты ареалами языковых явлений, возникших позднее в границах самостоятельных русских княжеств.

### В составе южнорусского акающего диалекта
С распадом Древнерусского государства диалектные различия, наметившиеся в пределах его удельных княжеств, закрепляются и усиливаются. На территориях, тяготевших к крупнейшим политическим и культурным центрам Руси, формируются диалекты позднего древнерусского языка. Один из таких древнерусских диалектов — южнорусский акающий диалект (диалект верхней и средней Оки и междуречья Оки и Сейма) — складывается во второй половине XII — первой половине XIII века в границах Черниговской земли. В ареал этого диалекта вошли также и рязанские говоры, распространённые на территории Муромо-Рязанского княжества, которое сравнительно рано обособилось от Черниговского княжества. К этому периоду в рязанских говорах складываются все те диалектные явления, которые объединили их с остальными древними говорами, распространёнными на территории современного южнорусского наречия. В их числе аканье, сохранение южно-восточнославянской фрикативной согласной /ɣ/, различение аффрикат /ц’/ и /ч’/ (исключая цокающие мещёрские говоры); наличие окончания -оүо у прилагательных и местоимений мужского и среднего рода в форме родительного падежа единственного числа и другие диалектные явления. Одно из этих явлений — аканье — из южнорусского акающего диалекта распространилось к XV веку в Смоленскую и Полоцкую земли и, позднее, к XV—XVI векам — в Псковскую землю и окрестности Москвы (в настоящее время аканье является нормой в белорусском и русском литературных языках); другое явление — употребление согласной /ɣ/, сформировавшееся, вероятнее всего, в эпоху позднего общеславянского языка, из районов среднего Поднепровья, а также верхней и нижней Оки, к XIV веку распространилось в Смоленскую и Полоцкую земли (в настоящее время употребление /ɤ/ или /ɦ/ характерно как для говоров южного наречия русского языка, так и для украинского и белорусского языков).
Кроме того, тесные языковые связи между землями южных территорий (рязанскими, черниговскими и некоторыми другими), относящиеся к раннему периоду (XI—XII века), привели к распространению в них таких черт, как изменение склонения слова путь по типу склонения существительных мужского рода (путь — путя — путю и т. д.); перенос ударения на окончание у существительных в форме именительного падежа множественного числа типа волк, вор — волки́, воры́ и т. д. Очагом многих из указанных инноваций были черниговские земли, к которым непосредственно примыкал ареал рязанских говоров. К XIII—XIV векам древний южный акающий диалект (включавший рязанские говоры) отчётливо обособился в языковом отношении в пределах великорусской территории от северных диалектов (Смоленской, Полоцкой, Новгородской и Ростово-Суздальской земель), в которых сохранилось оканье, произношение взрывного /г/, развилось окончание -ово у прилагательных и местоимений мужского и среднего рода в форме родительного падежа единственного числа и т. д.

### Связи с ростово-суздальским диалектом

Рязанское княжество на карте русских земель
в 1237 году

В силу того, что территория, на которой сформировались современные говоры Рязанской группы, изначально входила в состав Черниговской земли (до начала XII века) и была включена в ареал древнего южнорусского акающего диалекта, а также в силу географической близости южнорусских земель, общие тенденции языкового развития рязанской диалектной области с её западными южнорусскими соседями сохранялись достаточно длительное время. В то же время выделение самостоятельного Муромо-Рязанского княжества одновременно могло содействовать сближению рязанских говоров с говорами более северных территорий.
Так, некоторые диалектные явления уже в сравнительно раннюю эпоху обособили рязанские говоры от остальных древних южнорусских говоров и сблизили их с ареалом ростово-суздальского диалекта. К таким диалектным явлениям относятся языковые особенности, характеризующие общность тенденций языкового развития рязанских говоров с говорами восточной территории восточнославянского ареала в целом. Противопоставление восточных говоров, к которым относились ростово-суздальские, рязанские и восточно-черниговские, и западных, включавших новгородские, псковские и смоленские, а также и полоцкие, изредка турово-пинские, и даже киевские или западно-черниговские, формировалось уже на раннем этапе развития названных говоров в XII—XIII веках. Такое противопоставление было вызвано тем, что языковые новообразования, возникавшие в ростово-суздальских или одновременно с ними в рязанских и восточных черниговских говорах, не проникали в западные говоры, особенно в ранний период их существования, а западные языковые инновации не распространялись на востоке. Так, например, ростово-суздальская инновация, охватившая и рязанские говоры, — развитие губно-зубных согласных /в/, /в’/, чередующихся с /ф/, /ф’/ в конце слога и слова — долгое время не была известна на западе (в том числе и в западных и центральных южнорусских говорах), где в этой же позиции употреблялись губно-губные согласные /ў/, /w/.
Противопоставление западных и восточных говоров усилилось с объединением в XIV веке восточнославянских говоров западной локализации в границах Великого княжества Литовского с тяготеющими к нему Псковской и Новгородской землями. В сравнении с говорами запада языковые связи говоров востока (Ростово-Суздальской и Рязанской земель, а также восточной части Черниговской земли) были менее интенсивными и менее протяжёнными во времени. Число общих инноваций, пережитых восточными говорами, сравнительно небольшое, кроме развития губно-зубных согласных с оглушением их в слабых позициях, подготовившего возможность употребления фонем /ф/, /ф’/ в заимствуемой лексике, к «общевосточным» новообразованиям относят утрату смычного элемента в сочетаниях согласных /ш’т’ш’/, /ж’д’ж’/; изменение сочетания чн в /шн/ или /сн/ и т. д. В. Г. Орлова предполагает, что очагом распространения указанных явлений был ареал диалекта племени вятичей. Противопоставление западных и восточных говоров русского языка постепенно перекрывалось противопоставлением начинавших выделяться говоров северного и южного территориальных подразделений, связанным в основном с распространением на юге определённого круга языковых инноваций.
В раннюю эпоху своего существования говоры Ростово-Суздальской и Рязанской земель пережили также такие общие новообразования, как развитие пары фонем /л/ — /л’/, не имеющей позиционных чередований с /ў/; закрепление употребления согласного н во всех формах личных местоимений, употребляемых с предлогом (у [н]его́, с [н]им и т. д.), произношение ударного о между мягкими согласными или после мягкого на конце слова в определённых грамматических категориях (творительный падеж единственного числа зем[л’о́]й или именительный падеж единственного числа среднего рода бел’[йо́]) и другие языковые процессы. Согласно точке зрения К. Ф. Захаровой, возможно, общим процессом для ростово-суздальского и рязанского диалектов к XII—XIII векам было ослабление безударных слогов по сравнению с ударным, подготовившее дальнейшие преобразования системы вокализма, которые шли уже различно: на территории Рязанской земли они привели к формированию аканья, в ростово-суздальском ареале (прежде всего, во владимирско-поволжском и московском) система вокализма в большей степени сохранила своё первоначальное состояние — ослабление не затронуло первый предударный слог. В более позднее время, в XIII—XIV веках (в период миграции русского населения юго-востока под напором татар к северо-западу), аканье стало распространяться в говоре Москвы.
Помимо аканья из ареала говоров Рязанской земли распространялись и другие диалектные явления, повлиявшие на формирование восточных среднерусских говоров (прежде всего, акающих говоров), которые сложились при взаимодействии местных говоров ростово-суздальского диалекта с рязанскими говорами. Свидетельством этого является наличие в восточных среднерусских акающих говорах (прежде всего, в говорах отделов Б и В, а также в южных говорах отдела А) новообразований рязанского происхождения разной поры. Возможно, восточные среднерусские говоры отделов Б и В могли быть генетически рязанскими, испытавшими с конца XV века в период создания Русского централизованного государства и возвышения Москвы как центра влияние московских и владимирских говоров, с территорий которых на юг распространились черты северной локализации, прежде всего произношение /г/ смычно-взрывного образования.
В свою очередь, определённое воздействие говоры Ростово-Суздальской земли оказывали на рязанские говоры. Согласно точке зрения В. Г. Орловой, возникновение процесса изменения е в о, который начался в ареале Рязанской группы сравнительно поздно и так и не завершился окончательно, связано с влиянием говоров центра. В целом ряде рязанских говоров реликтовые случаи произношения е под ударением на месте о сохраняются до настоящего времени (св[е́]кор, с[е́]стры, кот[е́]нок).

### Развитие явлений рязанского происхождения
Выход из-под власти рязанских князей с начала 1160-х годов Муромского княжества прервал процессы общего развития муромских и рязанских говоров. Муромские говоры попали в сферу влияния ростово-суздальского диалекта и сблизились с владимирскими говорами. В дальнейшем в результате татарского нашествия на русские земли происходит значительный отток рязанского населения на север, вместе с тем создаются предпосылки для укрепления самого Рязанского княжества. Со второй половины XIII века под татарской властью в Рязанской земле формируется достаточно сильное княжество, одно из местных великих княжений северо-восточной Руси. В XIV веке Рязанское княжество географически рассматривалось как Рязанская Украина — южный форпост великорусских земель. Политика Рязанского княжества одновременно связывала Рязанскую землю с центром русских земель (их объединяла охрана южных границ, борьба с финно-угорскими племенами на востоке), и в то же время разделяла (в борьбе за волости Черниговской земли — Лопастни, Вереи, Боровска, в попытках ориентироваться на Великое княжество Литовское). Обособленность развития Рязанской земли создавала предпосылки для возникновения определённого круга языковых инноваций собственно рязанского характера.

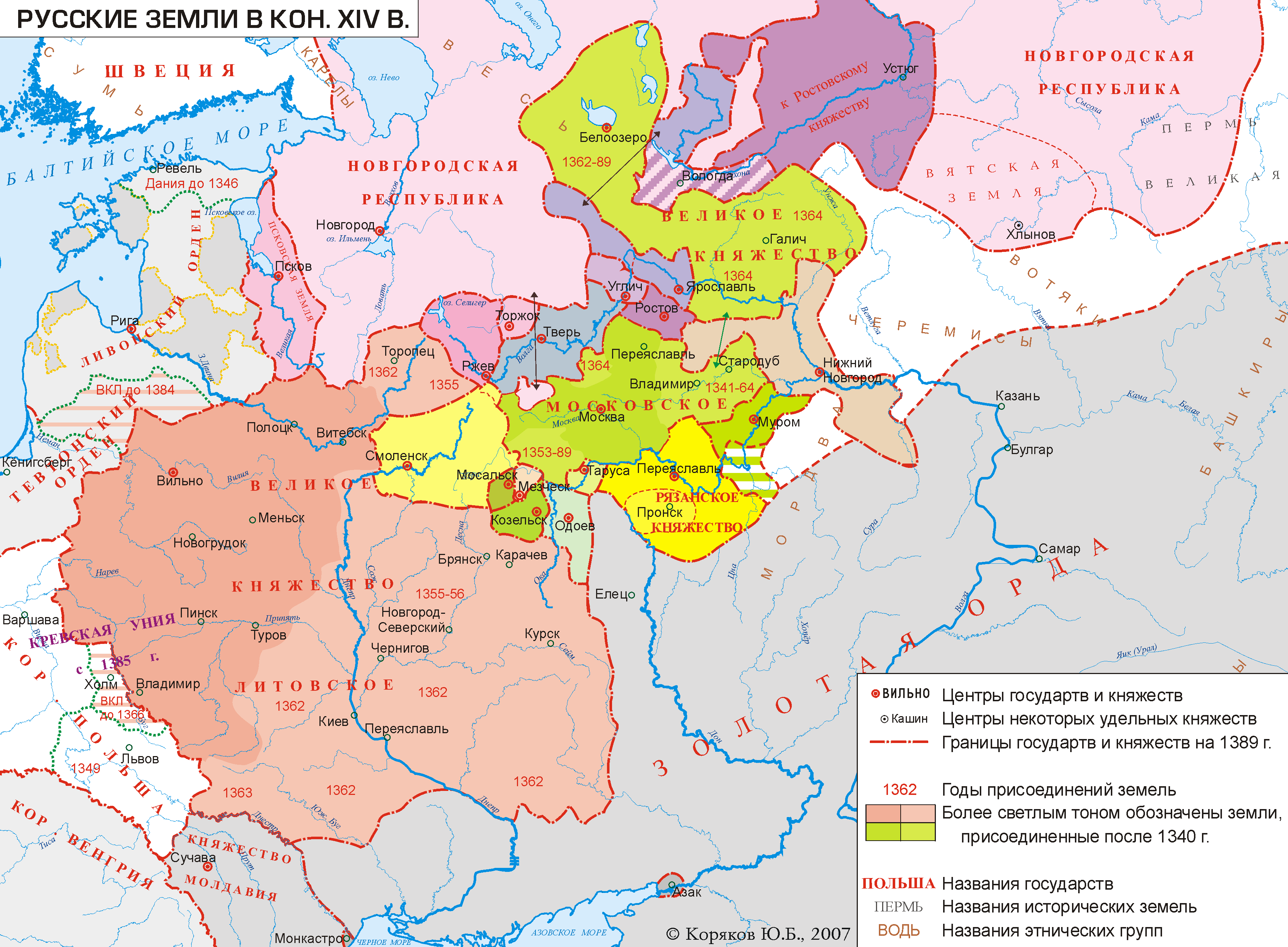
Рязанское княжество на карте русских земель
в конце XIV века

Рязанское княжество становится центром формирования не только диалектных черт Рязанской группы говоров, но и черт такого крупного диалектного объединения как юго-восточная диалектная зона. Часть диалектных инноваций Рязанской земли получает довольно широкое распространение в западном и северном направлении, в центральных южнорусских и восточных среднерусских говорах. Кроме того, некоторые черты рязанского происхождения имели значение и для образования южного наречия в целом.
Такой чертой является, например, совпадение флексий в формах существительных женского рода продуктивного типа склонения с основой на -а в родительном, дательном и предложном падежах во флексии -е: у жен[е́], к жен[е́], о жен[е́]. Данное явление, последовательно распространённое в рязанском ареале, начало складываться, по-видимому, ещё в XIII—XIV веках.
Тенденции к унификации падежных форм прослеживаются также на примере истории других грамматических явлений. Так, в рязанских говорах произошло совпадение форм дательного и предложного падежей в форме типа по гряз[е́], в гряз[е́]. В сравнении с формами типа у жене́ формы по грязе́, в грязе́ сложились позднее (и вероятнее всего, под влиянием унификации флексий существительных женского рода продуктивного типа склонения с основой на -а) — в рязанских письменных памятниках они отмечаются только с XVII века. Предположительно, рязанские говоры были очагом возникновения такого новообразования, как развитие форм родительного падежа единственного числа местоимения 3-го лица женского рода у ней (у йей), в рязанском ареале данная форма также развивалась под влиянием процесса совпадения форм родительного, дательного и предложного падежей существительных женского рода: у жене́, к жене́, о жене́ — у ней, к ней, о ней. Так же, как и форма у жене́, форма у ней (у йей), стала распространяться на запад в центральные южнорусские говоры, а позже, после включения Рязанского княжества в Московское государство, эта форма получает распространение и в северо-западном направлении. Подобные выводы А. И. Сологуб обосновывает наличием значительных ареалов исключительного употребления формы у ней (у йей) (в восточной части южного наречия русского языка), и почти исключительным распространением формы у ней (у йей) в тех говорах, в которых известна форма у жене́.
Кроме того, на основании лингвогеографического исследования диалектных данных рязанскими по происхождению можно считать такие южнорусские черты (которые помимо распространения по всей территории южного наречия также активно проникали в северо-западный русский ареал), как распространение инфинитивов типа печ’, бере́ч’; нес’т’, плес’т’; итт’и́т’ (учитывая их распространение в исключительном употреблении).
По мнению А. И. Сологуб, местом возникновения таких достаточно древних форм инфинитива как печ’, бере́ч’ и т. п., которые в настоящее время известны всем говорам русского языка, был ареал говоров Рязанского княжества. Ранее всего данные формы стали распространяться в западном направлении, так как население Рязанского княжества на протяжении XV века в большей степени сохраняло свои связи с западными южнорусскими соседями. После включения Рязанского княжества в состав Московского государства формы типа печ’, бере́ч’ получают распространение в северо-западном направлении — с начала XVI века в Москве и прилегающих к ней территориях, затем — в центральных территориях Новгорода после присоединения его к Москве. Подобным же образом, вероятно, распространились глаголы типа нес’т’, плес’т’; итт’и́т (ид’и́т, ид’и́т).
К явлениям рязанского происхождения, составивших круг черт юго-восточной диалектной зоны, относят распространение местоимения 3-го лица в форме именительного падежа множественного числа они́. Изначально эта форма местоимения употреблялась как форма мужского рода. Тенденция к устранению грамматических различий в роде во множественном числе местоимения 3-го лица фиксируется в XIII—XIV веках — форма они́ в числе других форм данного местоимения постепенно стала употребляться для всех родов: они́ (первоначально в рязанских говорах), оне́ (в ростово-суздальских говорах), оны́ (в западнорусских говорах). Вероятнее всего, распространение формы они́ в центральных, северных и северо-западных районах территории русских говоров раннего формирования, в которых она в настоящее время сосуществует с формами оне́ и оны́ (йоны́), было вторичным. Из области, занимаемой рязанскими говорами, форма местоимения они́ распространилась сначала в соседних с ними говорах в пределах границ современной юго-восточной диалектной зоны, затем с XVI века после вхождения Рязанского княжества в Московское государство данная форма распространилась в говорах, окружающих Москву, после чего продвигалась в северо-западном и северном направлении от Москвы, в частности, на территорию центра Новгородской республики (после её присоединения к Москве). В некоторых говорах юго-запада и в вологодских говорах на севере форма местоимения они́ могла появиться позднее уже под влиянием литературного языка.
Встречающаяся в рассеянном распространении в рязанских говорах парадигма ма́тер’ (реже ма́тер’а), ма́тери, ма́тер’у (реже ма́тер’) и т. д., по форме винительного падежа (ма́тер’у) сходна с парадигмой этого слова во всей юго-восточной диалектной зоне. Данные формы (с суффиксом -ер-), связанные с процессом влияния продуктивного типа склонения, являются наиболее новыми, так как подобное влияние начинается по имеющимся данным не ранее XVII века.
Некоторые явления юго-восточной локализации с XVI века после включения рязанских областей в Московское государство, широко распространялись в той или иной части соседних южнорусских, среднерусских и даже в некоторых севернорусских говорах. К таким явлениям помимо наличия формы местоимения множественного числа они́ относятся, например, такие, как употребление в возвратных формах глаголов настоящего и прошедшего времени единственного числа частицы -си после согласных [л] и [ш], распространение форм глаголов с переносом ударения с флексии на основу и меной ударных гласных а и о (д[о́]риш, в[о́]риш, т[о́]ш’ш’иш, пл[о́]тиш).
В области распространения рязанских говоров также сохранялись архаичные языковые явления. В их числе отмечается наличие древней формы именительного падежа единственного числа слова «свекровь» — свекры́. Вероятно, ареал с сохранением формы свекры́ был более обширным и включал территорию центральной части южного наречия. Позднее эта форма была вытеснена из центральных южнорусских говоров инновациями, возникшими от основы свекро́в’-. По-видимому, данные новообразования сформировались на территории Верховских княжеств после присоединения их к Москве.
В рязанских говорах и в близких им южнорусских говорах, распространённых к западу от рязанских, имевших общее происхождение от древнерусского акающего диалекта, сформировался ряд языковых различий в силу исторических особенностей — территории, на которых были распространены данные говоры, входили в разные государственные образования — в Рязанское и Верховские княжества (Верховские княжества, кроме того, находились до начала XVI века в составе Великого княжества Литовского).
Особого рода языковые процессы происходили в конце XIV—XV веке, когда Коломна, Тула, Можайск, ряд городов и земель Верховских княжеств были присоединены к Московскому государству, а Рязанское княжество сохраняло независимость. Так, например, предполагается, что такое общее для верховских и рязанских говоров явление, как ассимилятивно-прогрессивное смягчение согласного [к] в положении после парных мягких согласных и /j/ (ба́[н’к’]а «банька», ча[йк’]у́ «чайку»), стало развиваться с конца XIV века в говорах Рязанского княжества и в говорах обособившихся от них Верховских княжеств по-разному. Если в верховских говорах ассимилятивное прогрессивное смягчение сохранялось без изменений, то в рязанских говорах происходило дальнейшее развитие условий смягчения, в том числе и после /ч/ (до́[ч’к’]а).

### Поздняя история
Присоединение Рязанского княжества к единому русскому государству в начале XVI века привело к усилению влияния рязанских говоров (в числе других южнорусских) на формирующееся в XVI—XVII веках в Москве общерусское койне, вобравшее в себя черты северного и южного наречий. По утверждению Р. И. Аванесова, «в XIV—XV веках в Москве преобладал северновеликорусский
говор. С течением времени в языке московского населения, как и в говорах ближнего Подмосковья, всё более увеличиваются южновеликорусские элементы, пока он не оформляется в XVII веке как „московское просторечье“ с его средневеликорусским обликом».
Колонизация южнорусских лесостепных и степных районов, начавшаяся во второй половине XVI и продолжившаяся в течение всего XVII века, привела к значительному расширению территории распространения рязанских говоров. Данная колонизация представляла собой движение с севера на юг преимущественно с соседних территорий — так называемое «сползание» русского населения в ближайшие доступные районы к югу. Этим объясняется наличие на колонизированных землях архаических рязанских, а не новых смешанных разнородных говоров. Колонизация юга, продолжившаяся позднее в XVIII и XIX веках, способствовала появлению в южнорусских степях различных по происхождению русских говоров, но в целом они не оказали заметного влияния на уже сложившиеся черты Восточной (Рязанской) группы. Дальнейшее расселение носителей рязанских говоров на юг и восток от изначальной территории своего формирования сопровождалось появлением рязанских черт в говорах позднего формирования Нижнего Поволжья, районов среднего и нижнего Дона и т. д.
Начиная с XVIII века в рязанских, как и в других русских говорах, начался процесс «размывания» диалектных различий, резко усилившийся в XX веке.

### Мещёрские говоры
Сложными представляются вопросы истории формирования говоров Рязанской Мещёры. Основные ареалы ряда диалектных черт данных говоров, известных также в соседнем среднерусском мещёрском ареале (твёрдое цоканье, чередование а с е в положении между мягкими согласными; наличие w или х в конце слога перед согласными и в конце слова и т. д.), находятся за пределами ареала Рязанской группы, прежде всего на территории распространения западнорусских говоров. В связи с этим образование мещёрских говоров некоторые исследователи объясняют миграциями части русского населения с западных территорий на восток. Так, B. Г. Орлова, основываясь на исторических исследованиях, полагала, что мещёрские говоры могли сформироваться в период с XII по XIV век в результате переселения в бассейн Клязьмы носителей говоров Смоленской земли. В дальнейшем, по её мнению, при взаимодействии местных и переселенческих смоленских говоров сложились черты, характерные для речи русского населения современной Рязанской Мещёры.
Между тем, в работе К. Ф. Захаровой представлена точка зрения, согласно которой предполагается местное происхождение сходных с западнорусскими мещёрских диалектных черт. Основанием для исключения влияния говоров переселенцев с запада на формирование указанных черт, согласно выводам К. Ф. Захаровой, является различие в очертаниях ареалов каждой из специфических мещёрских черт, отсутствие их совмещения; невозможность установления даже приблизительно исходного диалектного ареала, откуда могло произойти переселение носителей западнорусских говоров, так как комплекс диалектных явлений Рязанской Мещёры представляет собой сочетание разнородных языковых черт; невозможность распространения в Рязанской Мещёре западнорусских черт ни в XII—XIV веках, ни в более поздний период, исходя из времени появления и характера развития данных языковых явлений; преимущественное направление миграций русского населения в рассматриваемый период во время татарских набегов с юга на север, а не с запада на восток. В соответствии с этим особенности мещёрских говоров К. Ф. Захарова объясняла наличием «местных междиалектных, межъязыковых контактов, развивавшихся на данной территории начиная с XIII века в условиях значительной изолированности находящегося здесь населения». В числе причин возникновения местных мещёрских диалектных черт отмечается переселение русских в недоступные для татарской конницы лесистые и болотистые районы Мещёры из более южных территорий, что приводило к появлению и дальнейшей консервации в мещёрских говорах языковых явлений различных диалектных типов. Некоторые из диалектных черт могли сохранить архаичную форму, утраченную в других русских говорах. Например, наличие w или х в конце слога и слова, вероятно, развилось в Мещёре на основе особенностей старорязанского диалекта. Возможным было образование новых явлений благодаря междиалектным контактам разных типов и разных времён. Кроме того, возникновение части явлений можно объяснить финно-угорским субстратом, в частности, такое диалектное явление как цоканье, ареал которого близок к той территории, которую занимало племя мещёра в XII веке.

## Особенности говоров
Языковой комплекс, характерный для Восточной (Рязанской) группы, включает все диалектные явления южного наречия. Помимо южнорусских диалектных черт, для рязанских говоров характерны черты южной и юго-восточной диалектных зон, а также свойственные для Рязанской группы местные диалектные черты, отмечаемые на всей или большей части территории распространения данных говоров.

### Южнорусские диалектные черты
К числу южнорусских черт относят такие основные диалектные черты, как:
1. Аканье (неразличение гласных неверхнего подъёма после твёрдых согласных): д[а]ма́ «дома», к[а]са́ «коса», тр[а]ва́ «трава»; м[ъ]локо́ «молоко», м[ъ]лова́т «маловат»; го́р[а]д «город», вы́д[а]л «выдал», на́д[а] «надо», о́кн[а] и т. п., особенностью рязанских говоров является распространение аканья сильного (недиссимилятивного) типа[74][75][76]. При сильном аканье гласные /о/ и /а/ совпадают в первом предударном слоге после парных твёрдых согласных в гласном [а] вне зависимости от гласного под ударением: в[а]дá, в[а]ды́, в[а]ди́чка, под в[а]до́й, по в[а]де́ и т. п. Такой тип аканья распространён также в тульских и елецких говорах южного наречия, а также в западных и восточных среднерусских акающих говорах. Ему противопоставляется аканье диссимилятивного типа, распространённое в говорах юго-западной диалектной зоны, при котором /о/ и /а/ в первом предударном слоге совпадают в разных гласных ([а] или [ъ]) в зависимости от того, какой гласный находится под ударением[77]. Также в рязанских говорах отмечается совпадение заударных гласных /о/ и /а/ в гласном [а] в конечном закрытом слоге (данная черта характерна для говоров юго-восточной диалектной зоны)[78];
2. Наличие звонкой задненёбной фонемы фрикативного типа /ү/ и её чередование с /х/ в конце слова и слога: но[ɣ]а́ — но[х] «нога» — «ног», бер’о[ɣ]у́с’ — бер’о́[х]с’а «берегусь» — «берёгся» и т. п.[79][80][81];
3. Произношение в интервокальном положении /j/, отсутствие ассимиляции и стяжения в возникающих при этом сочетаниях гласных: дếл[аjе]т, зн[а́jе]т, ум[е́jе]т, но́в[аjа], но́в[уjу] и т. п.[6][82];
4. Отсутствие ассимиляции бм > мм: о[бм]а́н, о[бм]е́р’ал и т. п.[83][84][85];
5. Окончание -е в форме родительного падежа единственного числа у существительных женского рода с окончанием -а и твёрдой основой: у жен[е́] «у жены», со стен[е́] «со стены» и т. п.;
6. Различение форм дательного и творительного падежей существительных и прилагательных множественного числа: за но́выми дома́ми, к но́вым дома́м; с пусты́ми в’о́драми, к пусты́м в’о́драм[86];
7. Мягкое окончание -т’ при его наличии у глаголов в форме 3-го лица единственного и множественного числа настоящего времени: носи́[т’], нос’а́[т’]; ре́же[т’], ре́жу[т’] и т. п.[87];
8. Совпадение безударных окончаний 3-го лица множественного числа глаголов I и II спряжения настоящего времени: дела́й[у]т, пи́ш[у]т — ды́ш[у]т, но́с’[у]т[88];
9. Распространение слов: зе́лени, зеленя́, зе́ль «всходы ржи»; паха́ть[89]; лю́лька «подвешиваемая к потолку колыбель»[90]; коре́ц, ко́рчик в значении «ковш»; дежа́, де́жка «посуда для приготовления теста»[91]; гре́бовать в значении «брезговать»; слова с корнем чап (цап) для обозначения «приспособления для вынимания сковороды из печи»[5] и другие слова и диалектные черты.

### Местные диалектные черты
К местным диалектным чертам Рязанской группы говоров относятся следующие фонетические, грамматические и лексические явления, отмеченные в работе К. Ф. Захаровой и В. Г. Орловой «Диалектное членение русского языка»:

#### Фонетика
1. Яканье — вокализм первого предударного слога после мягких согласных — ассимилятивно-диссимилятивного типа наряду с умеренным[92][93][94]. Ассимилятивно-диссимилятивный тип яканья выступает в нескольких разновидностях (в основном в Новосёлковской и Кидусовской, реже в Култуковской и Ореховской), отличающихся от диссимилятивного яканья (Суджанского, Мосальского и Щигровского типов) произношением предударного [’а] перед гласным [а] ударного слога[95][96][97].

| Тип яканья     | Предударный гласный перед ударным | Предударный гласный перед ударным | Предударный гласный перед ударным | Предударный гласный перед ударным | Предударный гласный перед ударным | Предударный гласный перед ударным | Предударный гласный перед ударным |
| -------------- | --------------------------------- | --------------------------------- | --------------------------------- | --------------------------------- | --------------------------------- | --------------------------------- | --------------------------------- |
| Тип яканья     | и́, ы́, у́                           | ố                                 | ế                                 | ó                                 | é                                 | 'ó                                | á                                 |
| Кидусовский    | а                                 | а                                 | и                                 | а                                 | и                                 | и                                 | а                                 |
| Суджанский     | а                                 | а                                 | и                                 | а                                 | и                                 | и                                 | и                                 |
| Култуковский   | а                                 | а                                 | и                                 | а                                 | и                                 | а                                 | а                                 |
| Мосальский     | а                                 | а                                 | и                                 | а                                 | и                                 | а                                 | и                                 |
| Новосёлковский | а                                 | а                                 | а                                 | а                                 | и                                 | и                                 | а                                 |
| Щигровский     | а                                 | а                                 | а                                 | а                                 | и                                 | и                                 | и                                 |
Явление, связанное с распространением различных типов и разновидностей яканья, связанных с диссимилятивностью, взятое в его общем виде, характерно для южной диалектной зоны. Отдельно диссимилятивное яканье распространено в говорах юго-западной диалектной зоны. В среднерусских говорах распространены: сильное яканье (в Псковской группе), ассимилятивно-умеренное яканье (в юго-восточных селигеро-торжковских говорах), умеренное яканье (в восточных среднерусских акающих говорах отдела А и отдела В).
1. Наличие слов с гласным [е] под ударением перед твёрдыми согласными в соответствии гласному [о] других говоров: св[е́]кор, с[е́]стры, кот[е́]нок и т. д. Отсутствие результатов изменения [е] в [о] в рассеянном распространении встречается по всей территории периферийных говоров, но наиболее регулярным и типичным оно является для говоров Рязанской группы[104]
2. Наличие случаев различения фонем /о/ и /ô/, /е/ и /ê/ под ударением: све́кор и лêс; кôт и бос и т. д.[105][106][107][108] Данные фонемы различаются также в соседних оскольских говорах[109]. Кроме того, семифонемная система гласных отмечается в говорах Вологодской группы[110]. В прошлом семифонемный вокализм был распространён в большинстве рязанских говоров[111].
3. Ассимилятивное прогрессивное смягчение задненёбного согласного [к] в той его разновидности, когда оно наблюдается в положении после парных мягких согласных, /ч/ и /j/: ба́[н’к’]а «банька», до́[чк’]а «дочка», ча[йк’]у́ «чайку»[112][113][114]. Такой же тип смягчения согласного [к] известен в межзональных говорах Б. Частный случай явления ассимилятивного прогрессивного смягчения задненёбного согласного [к] в положении после парных мягких согласных и /j/ входит в характеристику юго-восточной диалектной зоны. Кроме того, разновидности данного диалектного явления известны говорам Костромской группы и северной части Владимирско-Поволжской группы (смягчение [к], [г], [х] после парных мягких согласных при отсутствии смягчения после /ч/ и /j/), говорам южной части территории Вологодской группы (смягчение [к], [г], [х] после парных мягких согласных, /ч/ и /j/). В говорах Курско-Орловской и Донской групп смягчается только [к] в позиции после парных мягких согласных и /j/ при отсутствии смягчения после /ч/ (/ш’/)[115].
4. Наличие мягких [н’] и [р’] в случаях типа полоте́[н’ц]о, со́[н’ц]о, огу[р’ц]ы́, се́[р’ц]о и т. п. Особенность данного явления заключается в том, что оно неизвестно на территории центральной диалектной зоны и распространено в виде разрозненных ареалов в периферийных говорах (наиболее последовательно в Вологодской и Рязанской группах)[104]. Также произношение н’ в подобных случаях (полоте́[н’ц]о, ко[н’ц]ы́) отмечается в среднерусских говорах отдела В[116].
5. Особенности в произношении некоторых слов: д[и́]вер’ «деверь» — с гласным [и] под ударением; в[ы́]шн’а «вишня» — с твёрдым [в]; [ф]у́тор «хутор» — с согласным [ф]; дуп[л’]о́ «дупло» — с мягким [л’] — и других. Подобное произношение отдельных слов известно и в других группах говоров русского языка: в вологодских говорах ([ф]у́тор, дуп[л’]о́)[117], в восточных среднерусских говорах отдела В (дуп[л’]о́)[116], в верхне-деснинских говорах и межзональных говорах А (в[ы́]шн’а)[118], в межзональных говорах северного наречия, в елецких и оскольских говорах (д[и́]вер’)[31][119], в донских говорах (дуп[л’]о́, в[ы́]шн’а)[120].

#### Морфология
1. Распространение форм дательного — предложного падежей единственного числа типа в гр’аз[е́] и по гр’аз[е́] от существительных женского рода на мягкий согласный III склонения: в кров[е́], по кров[е́], во рж[е], в пыл[е́], по пыл[е́], на ло́шад[е] и т. п. Такие же формы с окончанием -е́ встречаются в соседних восточных среднерусских акающих говорах отделов Б и В[121], а также в севернорусских вологодских говорах[122]. Данные формы сочетают два диалектных различия: совпадение ударения на флексии (более раннее по происхождению) и усвоение окончания продуктивного типа склонения (более позднее, развивавшееся самостоятельно на юго-восточной и северо-восточной частях территории распространения русских говоров раннего формирования). Появление форм дательного — предложного падежей единственного числа с окончанием -е лежит в русле общерусской тенденции к упрощению системы склонения[123]. Совпадение форм дательного — предложного падежей отмечается, кроме того, в западных южнорусских говорах и некоторых примыкающих к ним среднерусских говорах — с окончанием -и́ (по гр’аз[и́], в гр’аз[и́] и т. д.); в говорах разных частей территории распространения русского языка в рассеянном распространении — с ударением на основе (по гр’[а́]зи, в гр’[а́]зи и т. д.). Различение форм (по гр’[а́]зи, в гр’аз[и́] и т. д.) встречается в говорах Костромской и в части говоров Владимирско-Поволжской группы, а также в ряде говоров северо-западной диалектной зоны[124].
2. Наличие встречающейся в рассеянном распространении парадигмы ма́тер’ (реже ма́тер’а), ма́тери, ма́тер’у (реже ма́тер’) и т. д. В курско-орловских и оскольских говорах отмечаются формы именительного падежа единственного числа мат’ и винительного падежа ма́тер’а или ма́тер’у[125][109].
3. Наличие словоформы свекры́ «свекровь» в именительном падеже единственного числа. Данная словоформа входит в число форм периферийной территории (противопоставленных форме свекро́в’): свекра́, свекро́в’йа (в курско-орловских говорах и в межзональных говорах Б южного наречия), свекро́ва (в онежских, юго-западных селигеро-торжковских и верхне-днепровских говорах), свекро́в’а, свекро́вка (в говорах северной диалектной зоны, а также в западных псковских и северных селигеро-торжковских говорах), свекру́ха и других[126].
4. Наличие словоформы коро[мы́]сли (pluralia tantum). В верхне-деснинских говорах отмечается форма коро́[ми]сел в именительном падеже единственного числа[127].
5. Наличие форм родительного падежа единственного числа притяжательных местоимений: моо́, коо́. Данная черта распространена на территории Рязанской группы нерегулярно. Такие же формы местоимений (а кроме того, и прилагательных), в которых отсутствует согласный звук, известны в вологодских и белозерско-бежецких говорах[117][128].
6. Наличие форм косвенных падежей притяжательных местоимений женского рода единственного числа мой[о́]й, твой[о́]й, свой[о́]й. Из числа соседних диалектных объединений такие же формы косвенных падежей притяжательных местоимений известны в рассеянном распространении в говорах Тульской группы и в восточных среднерусских акающих говорах отделов Б и В.
7. Нерегулярное распространение парадигм глагола мочь с отсутствием чередования задненёбных и шипящих согласных в основе:

|        | Единственное число | Множественное число |
| ------ | ------------------ | ------------------- |
| 1 лицо | мо́[ж]у             | мо́[ж]ем             |
| 2 лицо | мо́[ж]еш            | мо́[ж]ете            |
| 3 лицо | мо́[ж]ет            | мо́[ж]ут             |

|        | Единственное число | Множественное число |
| ------ | ------------------ | ------------------- |
| 1 лицо | мо[г]у́             | мо[г']о́м            |
| 2 лицо | мо[г']о́ш           | мо[г’]о́те           |
| 3 лицо | мо́[г]ет            | мо[г]у́т             |

Парадигма мо[г]у́, мо[г’]о́ш, мо[г]у́т распространена преимущественно в восточной части Рязанской группы. Такие же парадигмы глагола мочь известны в восточных среднерусских акающих говорах отдела В. Парадигма с чередованием задненёбных согласных с шипящими в основе мо[г]у́, мо́[ж]еш, мо́[г]ут характерна для говоров центральной диалектной зоны (и соответственно, для литературного языка), парадигмы глаголов с разного типа обобщением задненёбных согласных в основе распространены в периферийных говорах (включая говоры Рязанской группы).
1. Нерегулярное распространение личных форм глаголов варить и валить с гласным [о́] под ударением: в[о́]риш, в[о́]лиш. Такие же формы известны в соседних межзональных говорах Б. Изменение ударного гласного на [о́] в основе по всей территории южного наречия встречается у глаголов дарить, катить и платить — д[о́]риш, к[о́]тиш, пл[о́]тиш, а на территории юго-восточной диалектной зоны встречается у глагола тащить — т[о́]ш’ш’иш[13][130]. В говорах Донской группы отмечаются формы в[о́]риш, д[о́]риш, к[о́]тиш, с[о́]диш, св[о́]лиш и т. п.[120]

#### Лексика

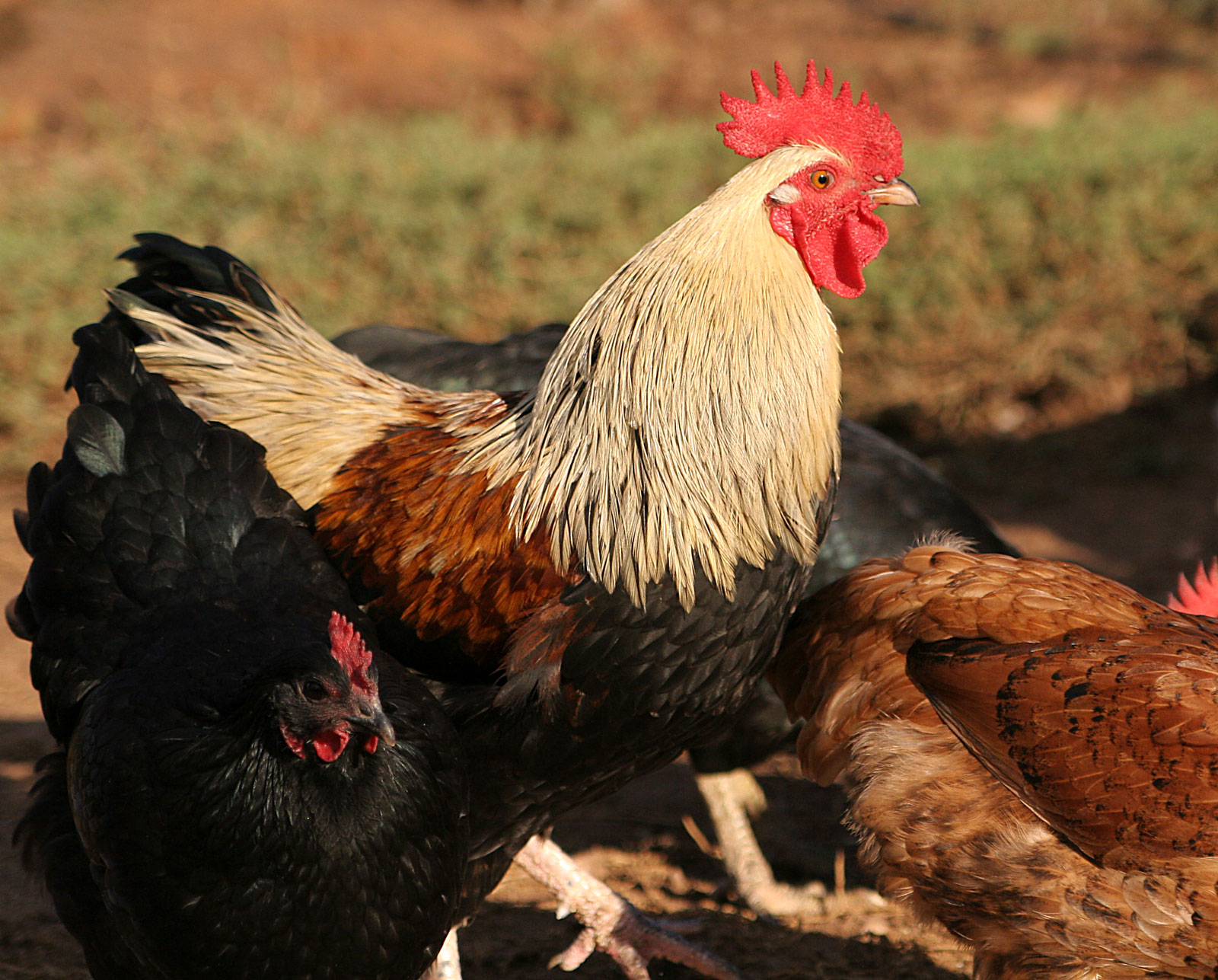
Кочет — название петуха, распространённое в говорах Рязанской группы

Лексический состав имеет некоторые различия в западной и восточной частях территории Восточной (Рязанской) группы. В целом для неё характерно распространение следующих слов:
 рога́ч «ухват»; ца́пля (в северо-восточной части территории) и ча́пля (в юго-западной части) — «приспособление для доставания сковороды из печи»; велёк «валёк для выколачивания белья»; городьба́ «изгородь определённого вида»; коту́х «постройка для мелкого скота»; волочи́ть «боронить»; ко́чет «петух»; суко́чая (в восточной части группы) и ско́тная (в западной части группы) «суягная» (об овце); бруха́ть — «бодать» (о корове); и́кры «льдины»; гута́рить «разговаривать»; добре́ «очень»; пого́да «плохая погода» (в восточной части группы), «хорошая погода» (в западной части группы); гуж, гу́жик «ремешок, соединяющий части цепа», за́пон «фартук» и другие слова.
Ряд слов в той или иной степени известен в соседних с рязанскими диалектных объединениях: в межзональных говорах Б южного наречия (рога́ч, бруха́ть), отдельно в елецких и оскольских говорах (велёк или вилёк, ко́чет), отдельно в елецких говорах (гуж, гу́жик), в восточных среднерусских акающих говорах отдела Б, граничащих с обособленной северо-восточной частью территории Рязанской группы (ца́пля), в донских говорах (волочи́ть).
В диалектных объединениях из числа соседних с рязанскими отмечаются иные словоформы в тех же значениях: в межзональных говорах Б южного наречия (заку́та, заку́т, заку́тка «постройка для мелкого скота», ко́таная «суягная» (об овце), загоро́дка «изгородь определённого вида», отдельно в тульских говорах (ча́пельник «приспособление для доставания сковороды из печи», валёк, пету́х), в курско-орловских говорах (емо́к, емки́ «ухват», заку́та, заку́т, заку́тка), в восточных среднерусских акающих говорах (бо́льно «очень», ухва́т) и в говорах южной диалектной зоны (кры́ги, кри́ги «льдины», дю́же «очень»).
Одна из важных страниц в истории изучения лексики рязанских говоров — изучение говора деревни Деулино. В изданном в 1969 году «Словаре современного русского народного говора (д. Деулино Рязанского района Рязанской области)» под редакцией И. А. Осовецкого отражены многие лексические особенности Восточной (Рязанской) группы говоров.

### Языковые черты юго-восточной диалектной зоны
Ареал юго-восточной диалектной зоны полностью охватывает территории говоров Рязанской, Курско-Орловской и Тульской групп, а также елецких и оскольских говоров, объединяя их тем самым общими языковыми чертами. Кроме того, некоторая часть черт юго-восточной диалектной зоны отмечается (с разной степенью регулярности) в восточных среднерусских акающих говорах и в межзональных говорах А южного наречия. Языковые черты диалектной зоны группируются в несколько близких по очертаниям пучков изоглосс, один из которых выбран как основной (по большему числу диалектных явлений), а остальные считаются его вариантами.

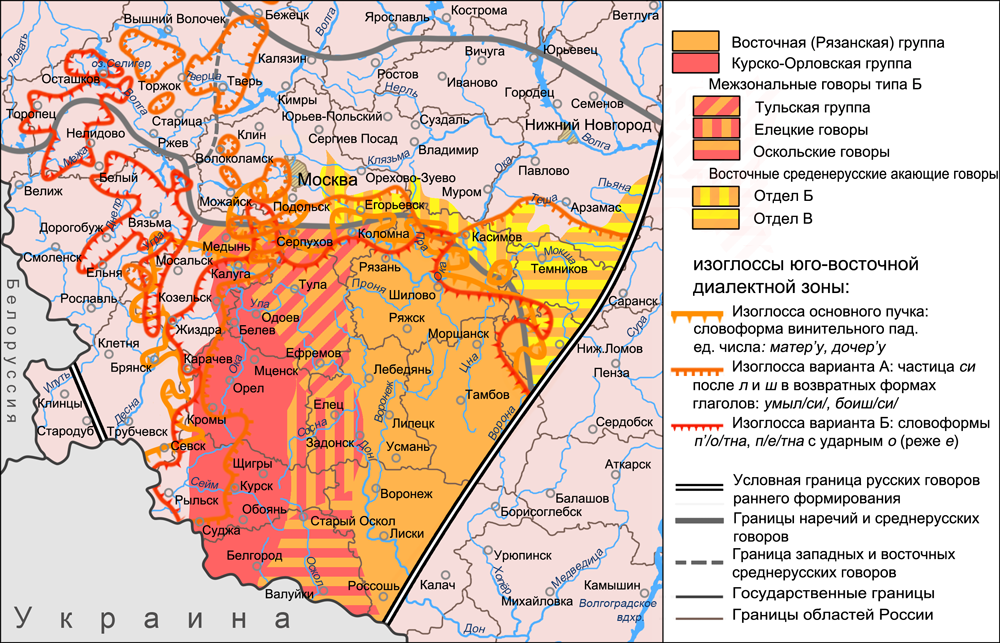
Рязанские и соседние с ними говоры в пределах ареалов языковых явлений основного пучка изоглосс и пучков изоглосс вариантов А и Б юго-восточной диалектной зоны

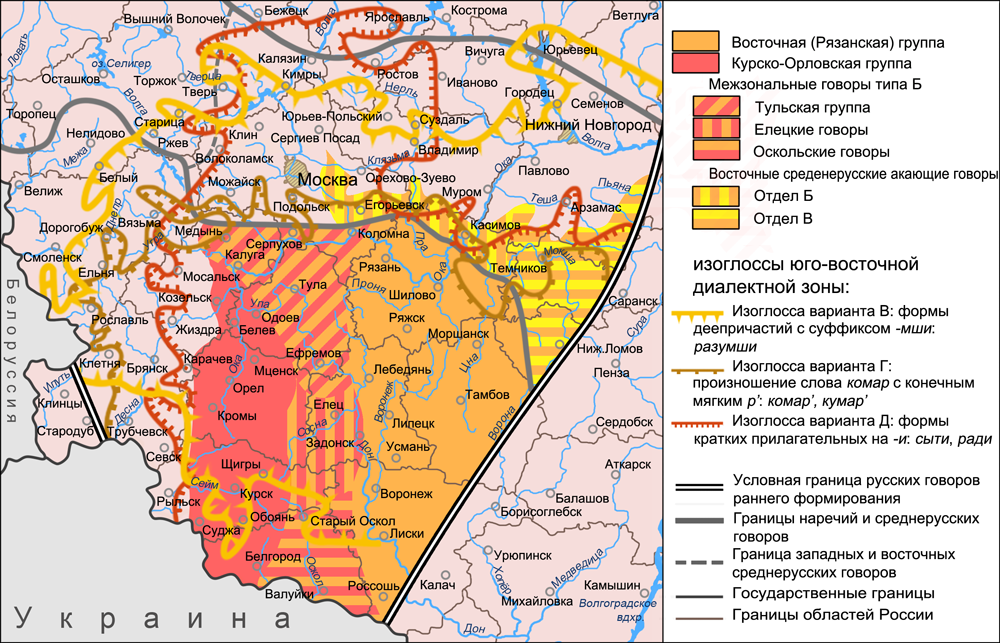
Рязанские и соседние с ними говоры в пределах ареалов языковых явлений пучков изоглосс вариантов В, Г и Д юго-восточной диалектной зоны

К языковым чертам основного пучка изоглосс юго-восточной диалектной зоны относятся:
1. Ассимилятивное прогрессивное смягчение согласного [к] в положении после парных мягких согласных и /j/, на территории Рязанской группы дополняемое смягчением после /ч/.
2. Формы винительного падежа единственного числа слов мать и дочь, образованные с суффиксом -ер- и окончанием -у: ма́тер’у, до́чер’у.
3. Согласование с существительными среднего рода, имеющими окончание -о под ударением, прилагательных и местоимений женского рода: кака́йа молокố «какое молоко», бол’ша́йа с’олố «большое село» и т. п.
4. Распространение форм глагола бежать в повелительном наклонении: бежи́, бежи́т’о.
5. Возможность совпадения гласных /е/, /а/ и /и/ в звуке [а] в заударных слогах после мягких согласных перед твёрдыми: мế[с’а]ц «месяц», де́[н’а]г «денег», бро́[с’а]л «бросил».
6. Парадигма глаголов I спряжения с гласным [е], не изменившимся в [о]: нес[е́]ш, нес[е́]т, нес[е́]м, нес[е́]те.
7. Распространение слов махо́тка «глиняный горшок для молока», зеленя́ «всходы ржи», стрыгу́н «жеребёнок на втором году», ча́пля «сковородник» и других слов и языковых черт.

К языковым чертам пучка изоглосс варианта А относятся: произношение слова старший с мягким р’: ста́[р’]ший;
формы родительного падежа множественного числа с окончанием -ов у существительных женского рода с окончанием -а: ба́бушк[ов] «бабушек», дере́вн’[ов] «деревень» и т. п.; исключительное распространение названий ягод с суффиксом -ик-: земл’ан[и́к]а, черн[и́к]а, брусн[и́к]а и т. п.; местоимение 3-го лица множественного числа в именительном падеже с окончанием -и — он[и́];
употребление в возвратных формах глаголов частицы -си после согласных [л] и [ш]: умы́л[си], бои́ш[си] и другие языковые черты.
Языковые черты изоглосс варианта Б: произношение с ударным [о́] (реже [е́]) формы именительного падежа множественного числа — п’[о́]тна (п[е́]тна) — и распространение форм существительных женского рода, оканчивающихся на мягкий согласный, в именительном падеже множественного числа с окончанием -а под ударением: лошад’а́, деревн’а́, зелен’а́, плош’ш’ад’а́ «площади», печ’а́ «печи» и т. п.
Из языковых черт пучка изоглосс варианта В отмечаются:
совпадение заударных гласных /а/ и /о/ в гласном [а] в конечном закрытом слоге: в го́р[а]д, вы́д[а]л и т. д.;
произношение слов со вставными гласными [а] или [ъ]: п[а]шоно́ или п[ъ]шоно́, с[а]моро́дина или с[ъ]моро́дина;
форма именительного падежа множественного числа с ударным [о́] — ск[о́]мйи;
распространение форм существительных в творительном падеже множественного числа, образованных с окончанием -ми: грудьми́ «грудями», слезьми́ «слезами», коньми́ «конями» и т. п.;
наличие деепричастий прошедшего времени с суффиксом -мши: разу́мши и другие языковые черты.
Языковые черты изоглосс варианта Г: произношение слова комар с конечным мягким согласным /р’/: кома́[р’] и наличие форм глаголов сыпать, дремать и других, образованных с таким соотношением основ, как: сы́[пл’]у, сы́[п]еш или сы́[п’]у, сы́[п]еш и т. д.
В число изоглосс варианта Д входят:
распространение форм кратких предикативных прилагательных с окончанием -и после мягкого согласного: сы́ти, ра́ди и т. п.;
произношение слова гриб с твёрдым /р/: г[ры́]б;
ассимилятивное смягчение губных согласных перед мягкими заднеязычными: дế[ф’к’]и «девки», ма́[м’к’]и «мамки» и т. п.;
смягчение заднеязычных звонких согласных в основе существительных в форме творительного падежа множественного числа: у́т[ки]ми «утками», де́н’[ги]ми «деньгами» и т. п.

### Языковые черты южной диалектной зоны

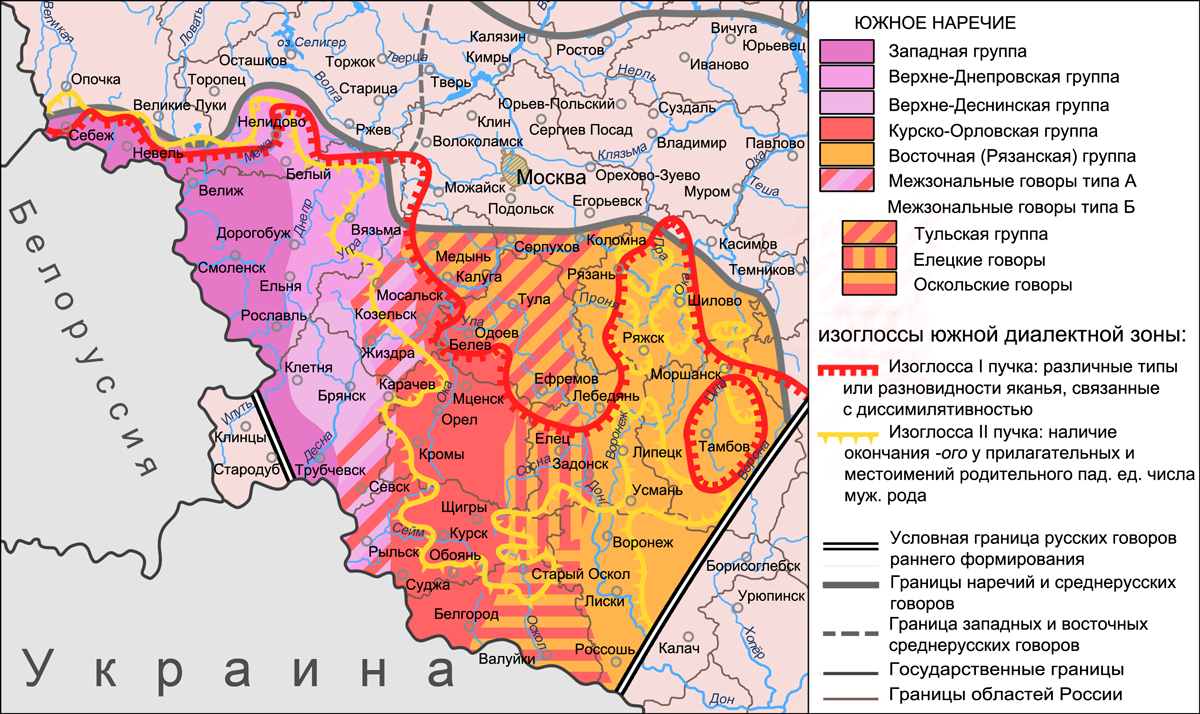
Южнорусские говоры в пределах ареалов языковых явлений I и II пучков изоглосс южной диалектной зоны

Ареал южной диалектной зоны полностью охватывает территорию южнорусского наречия, кроме Тульской группы, объединяя тем самым рязанские говоры с другими южнорусскими говорами общими языковыми чертами и противопоставляя их тульским говорам. 

Для южной диалектной зоны характерны следующие языковые черты, выделяемые в два пучка изоглосс:
Языковые черты I пучка изоглосс включают: наличие различных типов или разновидностей яканья, связанных с диссимилятивностью (чисто диссимилятивные, а также переходные — умеренно-диссимилятивные, ассимилятивно-диссимилятивные и диссимилятивно-умеренные), в частности, в рязанских говорах распространён в основном ассимилятивно-диссимилятивный тип яканья; произношение слова молния как моло[н’йа́], моло[дн’а́] и слова высокий с мягким в’ ([ви]со́кой) и другие языковые черты.
Языковые черты II пучка изоглосс включают: произношение слов дыра, дырявый с мягким начальным д’: [ди]ра́, [ди]р’а́вой; распространение окончания -ого у прилагательных и местоимений в форме родительного падежа единственного числа мужского рода: но́вого, мойего́ и т. п.; наличие местоимения 3-го лица женского рода в винительном падеже единственного числа йейе́ и другие языковые черты.

### Языковые черты периферийной территории
Ряд языковых черт в говорах Восточной (Рязанской) группы является периферийным, что обусловлено размещением рязанских говоров вне центральной диалектной зоны. Явления периферийной территории являются как правило диалектными в отличие от явлений центральной территории, в которых отмечаются преимущественно черты литературного языка. К данным чертам (из числа местных рязанских черт) относятся:
1. Случаи отсутствия перехода [е] в [о] перед твёрдыми согласными. Для говоров центра характерен последовательный переход [е] в [о].
2. Наличие мягких согласных [н’] и [р’] в словах полоте́[н’ц]о, со́[н’ц]о; огу[р’ц]ы́, се́[р’ц]о и т. п. в отличие от твёрдых согласных [н] и [р] в сочетании с последующим ц: полоте́[нц]о, со́[н]цо; огу[рц]ы́, се́[рц]о и т. п.
3. Произношение слов типа [ф]у́тор «хутор» — с начальным [ф] — и дуп[л’]о́ «дупло» — с мягким [л’], противопоставленных произношению в центральных говорах — [х]у́тор — с начальным [х] — и дуп[л]о́ — с твёрдым [л].
4. Формы именительного падежа единственного числа — свекры́ и ма́тер’ в периферийных рязанских говорах — противопоставленные формам свекро́в’ и мать.
5. Формы косвенных падежей притяжательных местоимений мой[о́]й, твой[о́]й, свой[о́]й. В говорах центральной диалектной зоны: мой[е́]й, твой[е́]й, свой[е́]й.
6. Распространение парадигмы глагола настоящего времени мочь — мо[г]у́, мо[г’]о́ш, мо[г]у́т и мо́[ж]у, мо́[ж]еш, мо́[ж]ут с обобщением задненёбных и шипящих согласных в основе в отличие от чередования задненёбных согласных с шипящими в основе мо[г]у́, мо́[ж]еш, мо́[г]ут, известного в говорах центра[129], и другие языковые черты.

## История изучения
Первые попытки изучения говоров Рязанской группы отмечались уже на начальном этапе развития русской диалектологии в первой половине XIX века — они сводились преимущественно к фиксации диалектной лексики, исследования фонетических и грамматических явлений были редкими.

Сведения по лексике рязанских говоров в числе лексических материалов других говоров русского языка публиковались в «Трудах Общества любителей российской словесности при Московском университете» в 1818—1828 годах. К первой половине XIX века относится деятельность исследователя рязанских говоров М. Н. Макарова, на протяжении многих лет он работал над словарём рязанских говоров, в его статье «Краткая записка о некоторых простонародных словах Рязанского, Пронского, Скопинского, Михайловского, Ряжского и Спасского уездов Рязанской губернии» помимо лексических особенностей упоминаются и некоторые фонетические явления, в частности цоканье. В 1847 году публикуется содержащая лексический материал рязанских говоров работа А. И. Пискарёва «Слова и выражения рязанского простонародья». Рязанская лексика входит в состав изданного в 1852 году «Опыта областного великорусского словаря». Около 800 рязанских слов были включены В. И. Далем в его «Толковый словарь живого великорусского языка».

Помимо собирания диалектной лексики на начальном этапе развития русской диалектологии предпринимались попытки классификации русских говоров. Так, Н. И. Надеждин предложил выделять рязанское наречие, которое охватывало все русские говоры с аканьем. Так же, как и Н. И. Надеждин, к рязанскому наречию относил широкий круг русских акающих говоров В. И. Даль, в работе «О наречиях русского языка» он отмечал: «К наречию рязанскому, южному, среднерусскому или подмосковному, относятся губернии: Рязань, Тула, Калуга, Орёл, Курск, Воронеж, Тамбов, Пенза, Саратов, Астрахань», в число особенностей этого наречия вошли: «аканье, согласный г, близкий к западному, ть в 3 лице глаголов».
В конце XIX — начале XX века появляется работа по исследованию говоров Рязанской губернии Е. Ф. Будде — монография 1892 года «К диалектологии великорусских наречий. Исследование особенностей рязанского говора», освещающая в основном фонетические черты говоров южных и юго-западных уездов Рязанской губернии. После издания в 1896 году работы «К истории великорусских говоров. Опыт историко-сравнительного исследования народного говора в Касимовском уезде Рязанской губернии» Е. Ф. Будде установил различие рязанских южновеликорусских говоров и касимовских говоров, размещенных к северу от рязанских, позднее известных как средневеликорусские. На основе исследований Е. Ф. Будде описание говоров Рязанской губернии было дано А. И. Соболевским в работе 1897 года «Опыт русской диалектологии. Выпуск I. Наречия великорусское и белорусское». Отмечая отсутствие сведений о говорах Тамбовской губернии, А. И. Соболевский пытался определить их диалектные черты по материалам «Народных русских сказок» А. Н. Афанасьева.

В 1898 году публикуется «Сборник рязанских областных слов» И. Ф. Диттеля, просмотренный и дополненный О. П. Семёновой. В 1902 году В. А. Городцов составил словарь говора села Дубровичи Рязанского уезда. В статье «К характеристике сильно акающих говоров» Л. Л. Васильева описываются некоторые особенности говоров Касимовского и Скопинского уездов. Вопросы фонетики рязанских говоров рассматривались в монографии Д. К. Зеленина «Великорусские говоры с неорганическим и непереходным смягчением задненёбных согласных в связи с течением позднейшей великорусской колонизации».

В изданном в 1915 году членами Московской диалектологиеской комиссии Н. Н. Дурново, Н. Н. Соколовым и Д. Н. Ушаковым «Опыте диалектологической карты русского языка в Европе с приложением очерка русской диалектологии» отражены результаты изучения русских говоров (включая рязанские) методами лингвистической географии. Территория современной Рязанской группы говоров была отнесена к восточной группе южновеликорусского наречия. К чертам говоров восточной группы были отнесены все южновеликорусские черты — аканье, фрикативное образование г и мягкое т в 3-м лице глагола; от других южновеликорусских говоров говоры восточной группы обособлялись по наличию сильного яканья, также в числе черт группы отмечалось произношение звука ф на месте в в конце слова и перед глухим согласным. Уровень развития диалектологии начала XX века, недостаточность диалектологических данных, собранных, в основном, неспециалистами, не позволил дать полную характеристику рязанских говоров, и сказался на ошибочном выделении основной черты восточной группы — сильного яканья.
В 1920-е годы рязанские говоры, главным образом их лексика, изучаются местными краеведами. В 1920—1930-х годах продолжают публиковаться ответы на вопросы программы по собиранию сведений для составления диалектологической карты Московской диалектологической комиссии. На материалах рязанских говоров проводятся исследования С. П. Обнорским («Именное склонение в современном русском языке»), Н. М. Каринским («За историзм в науке о языке»), А. М. Селищевым («О языке современной деревни»). В 1939—1940-х годах по «Вопроснику для составления диалектологического атласа русского языка» Института языка и мышления АН СССР начинается сбор материала экспедициями МГУ (под руководством Р. И. Аванесова) и МГПИ (под руководством В. Г. Орловой). На основе исследований говоров села Кидусово и деревни Дорофеево Р. И. Аванесов пишет «Очерки диалектологии рязанской мещеры. I. Описание одного говора по течению р. Пры».

Летом 1945 года рязанские говоры обследуются по «Программе собирания сведений для составления диалектологического атласа русского языка», утверждённой Институтом русского языка АН СССР. Район современных говоров Рязанской группы был разделён между территориями обследования для двух региональных атласов — «Атласа русских народных говоров центральных областей к востоку от Москвы» и «Атласа русских говоров центральных областей к югу от Москвы». По материалам, собранным для составления сводного диалектологического атласа русского языка на территории распространения рязанских говоров, был издан ряд диалектологических исследований: «Говоры северо-восточной части Рязанской области» и «К итогам диалектологического изучения Рязанской области» В. Г. Орловой, «К диалектологии говоров Рязанской области» И. А. Оссовецкого, проведена защита кандидатских диссертаций «Говоры междуречья Оки-Клязьмы» Т. Г. Строгановой, «Говоры Мещерского края» О. Н. Мораховской, «Говор села Катагощи» О. Г. Гецовой. Собранные материалы для диалектологического атласа позволили открыть большие территории распространения рязанских говоров с ассимилятивно-диссимилятивным яканьем, говоры с отсутствием перехода е в о под ударением, установлено местное происхождение цоканья в мещёрских говорах. На основе лингвистических карт диалектологического атласа К. Ф. Захаровой и В. Г. Орловой была предложена новая классификация русских диалектов, опубликованная в издании «Русской диалектологии» 1965 года, в которой были в частности показаны границы современной Восточной (Рязанской) группы говоров.

В 1950—1970-х годах публикуются многочисленные работы, в которых рассматриваются различные стороны языковой системы рязанских говоров. В фонетико-фонологическом аспекте материалы говоров Рязанской группы используются в работах Р. И. Аванесова, В. Г. Орловой, Л. Л. Касаткина, В. Г. Руделева и других. Исследованию отдельных фонетических явлений посвящены работы О. Г. Гецовой — произношению о под ударением, О. Н. Мораховской — типам яканья, Н. Б. Париковой — губным спирантам. Экспериментально-фонетическое изучение рязанских говоров проводятся Р. Ф. Пауфошимой и Е. А. Брызгуновой. Морфология и синтаксис рязанских говоров рассматриваются в работах А. С. Бочкарёвой, Т. С. Жбанковой, Ю. П. Чумаковой, А. И. Сологуб, материалы рязанских говоров были использованы в работах С. В. Бромлей и Л. Н. Булатовой «Очерки морфологии русских глаголов», А. Б. Шапиро «Очерки по синтаксису русских народных говоров», А. А. Никольского «Очерки по синтаксису русской разговорной речи». Особенностям лексики рязанских говоров посвящены работы В. Г. Руделева, В. Т. Ванюшечкина, Ю. П. Чумаковой, И. М. Шараповой, Т. С. Жбанковой, И. П. Гришиной, В. А. Меркуловой — исследуются терминология местных промыслов, местные географические названия, терминология родства, названия фауны и флоры и т. д. Проводится изучение рязанских заимствований в касимовских говорах татарского языка. С 1965 года рязанская диалектная лексика публикуется в выпусках «Словаря русских народных говоров», с 1960 по 1963 год собираются материалы для «Словаря современного русского народного говора (д. Деулино Рязанского района Рязанской области)» под редакцией И. А. Оссовецкого, с 1968 года ведётся работа по составлению картотеки Рязанского областного словаря. Проводятся исследования по выявлению локальных диалектных черт в рязанских рукописях XVII века, диалектизмов в произведениях и письмах С. А. Есенина, а также многие другие исследования.

## Говор деревни Перкино
Фрагмент речи жителей деревни Перкино Спасского района Рязанской области, взятый из учебного пособия по русской диалектологии Т. И. Мочаловой:
Разар’и́лсъ мужы́к / н’ет у н’аво́ н’и хл’е́ба / н’и мук’и́ // вз’ал он ɣус’а́ и пашо́л к ба́р’ину / можд’и да́с’и што-н’ибу́т’ зъ ɣус’а́ // ба́р’ин пъпрас’и́л мужыка́ ръз’д’ал’и́т’ ɣус’а́ // в’ит’ п’ат’ ч’илав’е́к нас / мы с жано́й / д’в’е до́ч’к’и дъ сын // паду́мъл мужы́к и ɣъвар’и́т’ / ты ба́р’ин в до́м’и ɣълава́ / и вот т’иб’е́ ɣо́лъву // жан’е́ ше́йу / ана́ б’из ɣълавы́ н’икуда́ // до́ч’към кры́л’йа / ф ч’ужо́й дом л’ат’е́т’ / сы́ну но́ɣ’и / пъ атцо́вай даро́шк’и ит’т’и́ // а уш мн’е / ба́р’ин / фс’о́ астал’но́йа // даво́л’ин ба́р’ин / и мужы́к даво́л’ин / ба́р’ин мук’и́ дал зъ см’ака́лку / услыха́л пра то баɣа́тай мужы́к / пан’о́с ба́р’ину п’ат’ ɣус’е́й / а раз’д’ал’и́т’-та их н’и ум’е́ит’ / пасла́л’и за б’е́дным мужыко́м // тот раз’д’ал’и́л аднаво́ үус’а́ / а друɣ’и́х вз’ал с’иб’е́ // вас / ба́р’ин / п’а́т’ира / и нас с ɣус’а́м’и п’а́т’ира // вот так мужы́к //